# بنفشه دة (مقاطعة كلاردشت)
بنفشه‌دة (بالفارسية: بنفشه‌ده) هي قرية تقع في قسم بيرون‌بشم الريفي (مقاطعة كلاردشت) في إيران. يقدر عدد سكانها بـ 130 نسمة .